# Xét nghiệm quan hệ cha con DNA
Xét nghiệm quan hệ cha con dùng DNA là việc sử dụng hồ sơ DNA để xác định liệu một cá nhân có là cha mẹ sinh học của một cá nhân khác hay không. Xét nghiệm quan hệ cha con có thể đặc biệt quan trọng khi quyền và nghĩa vụ của người cha đang có vấn đề và nghi ngờ về ai là cha của một đứa trẻ. Các xét nghiệm cũng có thể xác định khả năng ai đó là ông bà sinh học. Mặc dù xét nghiệm di truyền là tiêu chuẩn đáng tin cậy nhất, phương pháp cũ cũng tồn tại, bao gồm xét nhóm máu ABO, phân tích các protein và enzyme  khác nhau, hoặc sử dụng kháng nguyên kháng nguyên bạch cầu người. Các kỹ thuật hiện tại để thử nghiệm quan hệ cha con là sử dụng phản ứng chuỗi polymerase (PCR) và đa hình độ dài đoạn giới hạn (RFLP). Xét nghiệm quan hệ cha con bây giờ cũng có thể được thực hiện trong khi người phụ nữ vẫn đang mang thai bằng cách rút máu.

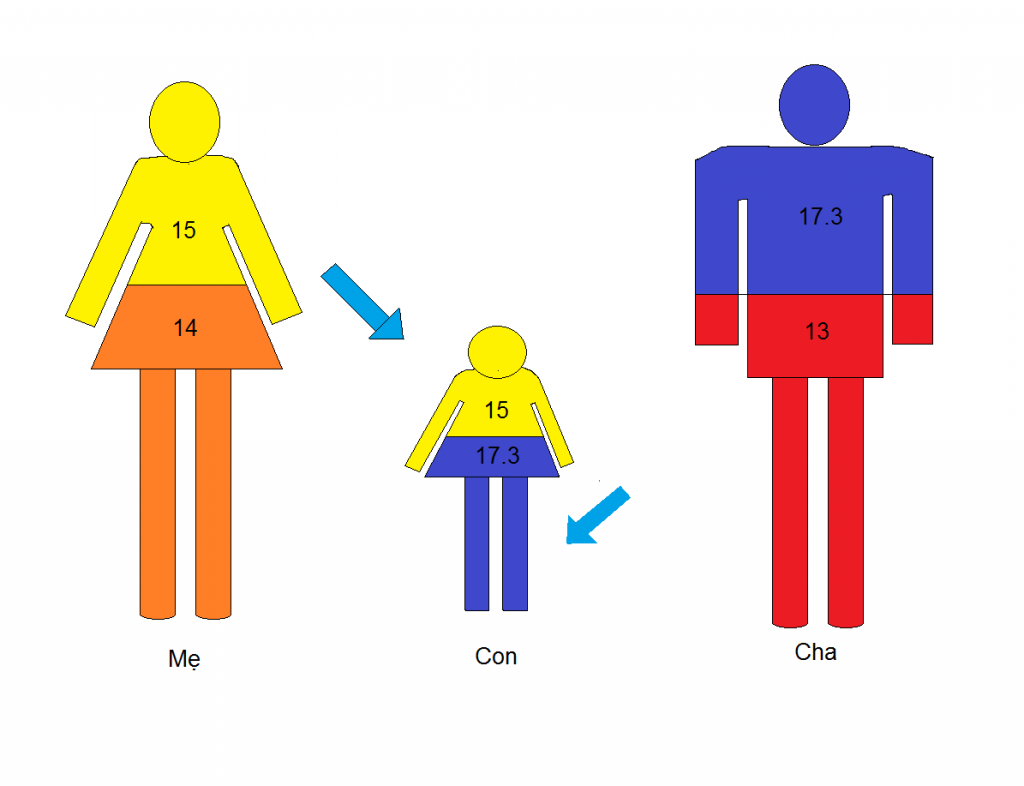
Mô tả xét nghiệm ADN cha con

Xét nghiệm DNA hiện là công nghệ tiên tiến và chính xác nhất để xác định nguồn gốc. Trong xét nghiệm quan hệ cha con DNA, kết quả (được gọi là 'xác suất cha con')    là 0% khi cha mẹ bị cáo buộc không liên quan về mặt sinh học với con và xác suất nuôi con thường là 99,99% khi cha mẹ bị cáo buộc có liên quan về mặt sinh học với con. Tuy nhiên, trong khi hầu hết tất cả các cá thể có một bộ gen duy nhất và riêng biệt, thì những cá thể hiếm, được gọi là "chimera", có ít nhất hai bộ gen khác nhau, có thể dẫn đến kết quả âm tính giả nếu mô sinh sản của chúng có kiểu gen khác nhau lấy  từ các mẫu được lấy để thử nghiệm.

## Xét nghiệm cha mẹ và con cho trẻ em hoặc người lớn
Xét nghiệm DNA được thực hiện bằng cách thu thập các tế bào buccal (má) được tìm thấy ở bên trong má của một người bằng cách sử dụng tăm bông hoặc gạc. Những miếng gạc này có tay cầm bằng gỗ hoặc nhựa với một bông trên đầu tổng hợp. Người sưu tầm xoa vào bên trong má của một người để thu thập càng nhiều tế bào buccal càng tốt, sau đó được gửi đến phòng thí nghiệm để thử nghiệm. Cần các mẫu từ người cha hoặc mẹ nghi ngờ và đứa trẻ.